# Azazel (antologia)
Azazel è un'antologia di racconti fantasy di stampo umoristico dello scrittore statunitense Isaac Asimov.

## I racconti
- Due centimetri di demone (The Two-Centimeter Demon, 1988)
- Il canto di una notte (One Night of Song, 1982)
- Il sorriso perdente (The Smile That Loses, 1982)
- Al vincitore (To the Victor, 1982)
- Un rombo soffocato (The Dim Rumble, 1982)
- Il salvataggio rimandato (Saving Humanity, 1983)
- Una questione di principio (A Matter of Principle, 1983)
- I danni dell'alcol (The Evil Drink Does, 1984)
- Tempo per scrivere (Writing Time, 1984)
- Sfrecciando nella neve (Dashing Through the Snow, 1984)
- La logica è logica (Logic Is Logic, 1985)
- Chi viaggia più svelto (He Travels the Fastest, 1985)
- L'occhio di chi guarda (The Eye of the Beholder, 1985)
- Più cose in cielo e in terra (More Things in Heaven and Earth, 1986)
- Ciò che lo spirito va costruendo (The Mind's Construction, 1986)
- Le lotte di primavera (The Fights of Spring, 1986)
- Galatea (Galatea, 1987)
- Un volo di fantasia (Flight of Fancy, 1988)

## Trama
In questi racconti sono narrate le avventure di un diavoletto alto due centimetri di nome Azazel e del simpatico fannullone squattrinato George Bitternut, che millanta una discendenza reale da Canuto il Grande, re danese figlio di Sweyn Barbaforcuta. George racconta che un suo antenato era figlio di Canuto il Grande, un figlio non proprio del tutto legittimo.
George, ritrovato un vecchio libro di incantesimi appartenuto a Sweyn Barbaforcuta, riesce ad evocare e materiallizare un demonietto, Azazel.
Demone da taschino per via delle sue dimensioni, Azazel esaudisce le richieste di aiuto di amici e conoscenti ma in modo molto approssimativo e pasticciato generando situazioni esilaranti e di un umorismo sofisticato da risate a denti stretti.
Le storie sono strutturate in forma di conversazione tra un anonimo scrittore e George, che ha come principale scopo delle sue giornate lo scroccare un pasto gratis. George può evocare il diavoletto e questi può esaudire i suoi desideri, tranne l'ottenere i pasti gratuiti che sogna.
I racconti sono spesso conditi con allusioni bibliche e leggende della cultura ebraica: vi ritroviamo tra gli altri, trasposizioni in chiave moderna dei Golem, dell'Ebreo errante, del "klutz" (persona inetta, tendenzialmente folle, in grado di provocare disastri con la sua sola vicinanza) e altri ancora. Alcune caratteristiche del mondo parallelo dimorato da Azazel inoltre, sono collegate alla realtà ebraica (ad es. la valuta utilizzata negli inferi si chiama shekel, come quella dello Stato di Israele).

## Edizioni
- Isaac Asimov, Azazel, traduzione di Gianni Montanari, collana Urania 1096, Arnoldo Mondadori Editore, 1989,  p. 192.